# Corporal
Ne doit pas être confondu avec Caporal ou Corporales.

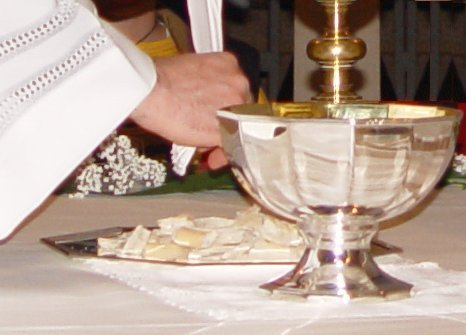
Un corporal déplié sur lequel sont posés la patène, le ciboire et le calice

Le corporal (de l'adjectif latin corporalis, du corps, car sur le linge est posé le corps du Christ) est un linge liturgique (généralement carré, d'environ 45 à 50 cm de côté) sur lequel sont posés la patène et les vases sacrés (calice et ciboire) durant la célébration eucharistique. Sa présence facilite la récupération des miettes de pain consacré qui pourraient être tombées de la patène ou des ciboires.

## Histoire
Primitivement, il y avait sur l'autel un grand linge qui servait en même temps à recouvrir les vases sacrés par-dessus. Au XIIe siècle on commença à utiliser de petits corporaux de forme moderne ; c’est alors qu’apparaît la pale.

## Dans le rite romain
Plié, dans le rite romain, le corporal a la forme d'un carré. Selon l'ordinaire de l'Église romaine du XIVe siècle, il devait avoir « quatre plis dans le sens de la longueur et trois dans le sens de la largeur », de manière à enfermer les parcelles d'hosties qui auraient pu y tomber, et que le prêtre n'aurait pas vues et ramassées lors de la communion. Après Vatican II, par simplification, il est normalement plié deux fois en trois dans le sens de la largeur ; c'est-à-dire que les plis (deux plis dans un sens, et deux plis dans le sens perpendiculaire) dessinent 9 petits carrés presque égaux. Déplié, il a la forme d'un grand carré, mais dans sa forme primitive, il était plus long que large, sa partie postérieure étant repliée sur le calice en guise de pale.
On le distingue des autres linges parce qu'il est plié de façon spéciale, qu'il est fortement amidonné et qu'il comporte souvent une croix brodée au milieu d'un de ses quatre côtés. La croix indique le côté tourné vers le prêtre. Il est rangé dans la bourse.
Selon les rubriques du Missel romain d'avant 1970, s’il s’agit d’une messe lue, le prêtre officiant, à l'arrivée à l'autel, déplie le corporal et y place le calice recouvert d'un voile. À la messe solennelle le corporal est apporté à l’autel par le diacre pendant le chant du Credo. À l'offertoire, le célébrant pose l'hostie directement sur le corporal et met la patène, sur laquelle jusqu'à ce moment l'hostie reposait, partiellement sous le corporal. Pendant l'embolisme (le développement de la dernière demande du Notre Père) le prêtre prend la patène et la glisse sous l'hostie, qu'il rompt en deux au-dessus du calice, et pose sur la patène les deux moitiés, moins la petite particule, qu'il met dans le calice. 
À partir de l'édition 1970, on place le corporal sur l'autel au commencement de la liturgie eucharistique et le prêtre y dépose la patène portant le pain qui sera consacré. On prévoit l'usage d'un second corporal pour la communion des prêtres concélébrants du calice.

## Dans le rite lyonnais
Dans le rite lyonnais on utilise un grand corporal sur lequel repose le calice et qui en même temps recouvre le calice par-dessus.